# Colinas de Trasmonte
Colinas de Trasmonte es una localidad española de la comarca de Benavente y Los Valles, en la provincia de Zamora, de la comunidad autónoma de Castilla y León.

## Ubicación
Colinas de Trasmonte se encuentra ubicada junto a la N-525 que pasa por mitad del pueblo, sobre una ladera con orientación sur y junto al arroyo Almucera. Se encuentra a 12 km de Benavente.

## Historia
En la Edad Media, el territorio en el que se asienta Colinas de Trasmonte quedó integrado en el Reino de León, cuyos monarcas habrían emprendido la fundación del pueblo.
Posteriormente, en la Edad Moderna, Colinas fue una de las localidades que se integraron en la provincia de las Tierras del Conde de Benavente y dentro de esta en la receptoría de Benavente.
No obstante, al reestructurarse las provincias y crearse las actuales en 1833, Colinas de Trasmonte pasó a formar parte de la provincia de Zamora, dentro de la Región Leonesa, quedando integrada en 1834 en el partido judicial de Benavente.

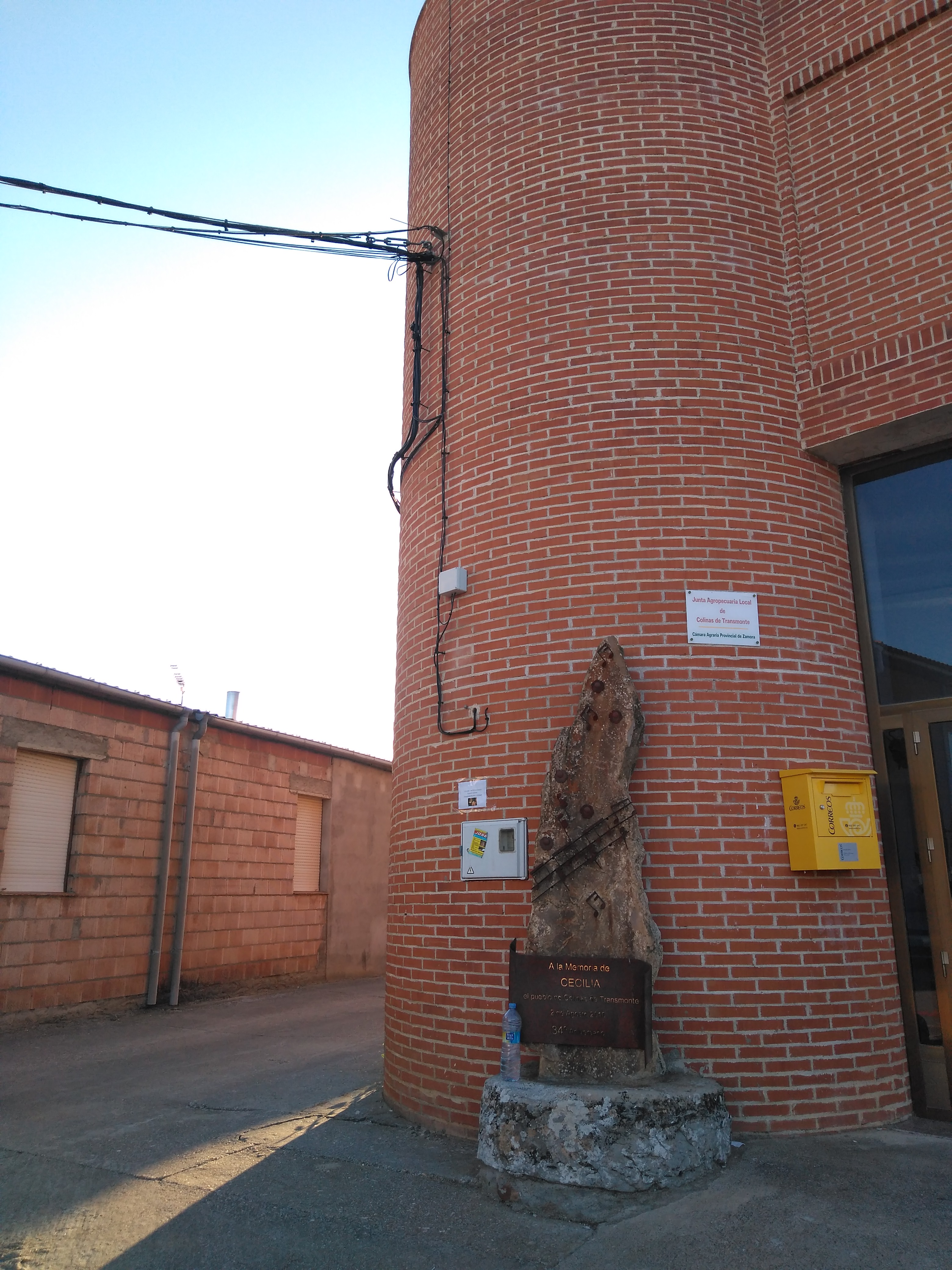
Monumento a Cecilia

En 1976 la localidad tomó una desgraciada notoriedad a nivel nacional al fallecer el 2 de agosto en Colinas en accidente de tráfico la famosa cantautora española Cecilia.

## Geografía humana

### Demografía
| Gráfica de evolución demográfica de Colinas de Trasmonte entre 1842 y 1970 |
| |
| Población de derecho según los censos de población del INE Población de hecho según los censos de población del INEEntre el censo de 1981 y el anterior, este municipio desaparece porque se integra en el municipio 49171 (Quiruelas de Vidriales) |

El declive demográfico del municipio comienza a ser importante a finales de los años 90, cuándo con la inauguración de la autovía de las Rías Bajas (  A-52 ), la mayoría del tráfico rodado comienza a ir por esa vía dejando a la   N-525  como una vía secundaria en las rutas hacia Galicia. La   N-525  era una de las dinamizadoras económicas del municipio ya que gracias a ella se mantenían muchos negocios, desde la gasolinera, pasando por bares, tiendas de comestibles y otras empresas. Con la decadencia de dicha carretera comienza también la decadencia del municipio, que se suma a la tendencia regresiva general del mundo rural de las últimas décadas. 
En 2017 está habitado por 271 personas, 142 hombres y 129 mujeres (INE), aunque muchas otras ocupan la localidad en fechas vacacionales. 
| Gráfica de evolución demográfica de Colinas de Trasmonte entre 2000 y 2017                       |
|                                                                                                  |
| Población de derecho (2000-2010) según los censos de población del INE a 1 de enero de cada año. |

## Patrimonio
Su edificio más relevante es la iglesia de San Juan Bautista, situada sobre un promontorio que domina su casco urbano. Cuenta con una espadaña apuntada de tres luces, aunque también cuenta con otra secundaria de ladrillo sobre uno de los laterales del cuerpo del presbiterio. Es de una sola nave, con algunas dependencias anexas.

## Fiestas
La festividad de su patrono, San Juan, es celebrado el 24 de junio. 
Colinas de Trasmonte celebra otra de sus fiestas conocida como "novena a la Virgen de los Dolores" el segundo domingo de mayo. Los "quintos" o mozos del pueblo llevan un Ramo que ofrecen a la Virgen acompañado de un cántico (loa); por la tarde las mozas sacan en procesión a la Virgen junto al Ramo, finalizando el día con la subasta de las roscas.

## Sucesos
El 2 de agosto de 1976, falleció en esta localidad en la N-525 por accidente de tráfico la cantautora española Cecilia.